# Suk Eun-mi
Suk Eun-Mi (25 de dezembro de 1976) é uma mesa-tenista sul-coreana. 

## Carreira
Suk Eun-Mi representou seu país nos Jogos Olímpicos de 2004, na qual conquistou a medalha de prata em duplas. 